# Frédéric Sinistra
Frédéric Sinistra (13 janvier 1981 – 15 décembre 2021) est un champion belge d'origine italienne de kickboxing, décédé de la COVID-19.

## Parcours professionnel
D'origine sicilienne, Frédéric est né à Seraing, il commence très jeune à apprendre le kick-boxing en autodidacte ; il commence la compétition dans ce sport à seize ans. Il s'est ensuite qualifié pour le championnat national belge, remportant le titre à quatre reprises, puis le championnat du monde à trois reprises. Il a remporté plusieurs titres mondiaux et européens de kickboxing poids lourd tout au long de sa carrière 39-9, dont le titre national belge en 2004. Il a été surnommé "l'Undertaker", et fut surnommé "l'homme le plus fort de Belgique". Les adversaires que Frédéric Sinistra a vaincu incluent Stefan Leko et Dževad Poturak, tandis qu'il a été vaincu par Badr Hari, Grégory Tony et Patrice Quarteron.

## Prises de positions et décès
Militant anti-vaccin, Frédéric Sinistra a été infecté par COVID-19 fin novembre 2021 et a été admis à l'hôpital, quittant l'hôpital contre l'avis des médecins peu de temps après. Il est décédé des semaines plus tard à Havelange, à l'âge de 40 ans, des complications de la maladie. Frédéric Sinistra a attiré l'attention des médias après sa mort en raison de son opposition publique à la vaccination et des causes de son décès,.